# Mathis Keita
Mathis Stéphan Keita (Roubaix, 15 gennaio 1992) è un cestista francese.